# Joan Burniol i Solà
Joan Burniol i Solà (Sant Antoni de Calonge, Baix Empordà, 1919 – Terrassa, Vallès Occidental, 1974) fou músic instrumentista català de tible, saxo i violí.

## Biografia[1]
Joan Burniol va néixer el 31 de maig de 1919 a una casa del carrer del Llano de Sant Antoni de Calonge. Els seus pares eren Joan Burniol i Funallet i Aurora Solà i Rotllant, tots dos naturals de Calonge.
Burniol va tocar, durant els anys 40, amb la cobla la Principal de Palamós. Després va marxar a Olesa de Montserrat. En aquest poble de Barcelona va tocar amb l'orquestra Els Nois d'Olesa. Posteriorment, va marxar a tocar amb una agrupació de Terrassa. En aquest municipi va combinar la música amb l'ofici de fuster. I es va casar amb Ramona Camps Fusalba.
Va morir a Terrassa el 18 d'octubre del 1974.